# オルバーン・ヴィクトル
オルバーン・ヴィクトル（ハンガリー語: Orbán Viktor、1963年5月31日 - ）は、ハンガリーの政治家。民主化闘士として国内の改革派若手グループを率いた経験を持ち、1998年から2002年まで首相を務め、2010年5月から再び首相を務めている。
日本語表記において「オルバン」や「ビクトル」という表記揺れも見られるが、ハンガリー語は（日本語と同様に）短母音と長母音を区別し、エーケゼット付きの母音は必ず規則通りに長母音で発音されるため、日本の外務省の公式サイトでも「オルバーン」と記載されている。
欧州における右派ポピュリズムの典型例とされ、「ハンガリーのトランプ」の異名を持つ。対立するメディアを「フェイクニュース」と呼ぶなど、ドナルド・トランプ自身も手法を真似ているとされる。後述のように近年は中国・ロシアなど権威主義国家との関係を深めている。

## 概要
国内最大政党であるフィデスの結党メンバーであり、中道右派や中道勢力の交じるフィデスの党内体制にメスを入れることで自身の党内での権力集中を成功させ、かつ党綱領を古典的自由主義、親欧州路線から右派のイデオロギーを導入させて右派ポピュリズム政党に改編させた。
第二次政権以降のオルバーンは、そのポピュリズム的な政策を加速させ、オルバーンによる報道の自由の縮小、司法の独立の侵食、多政党制民主主義の弱体化により、多くの政治学者や監視団体は、ハンガリーはオルバーンの在任中に民主主義の後退を経験したと主張している。また、ハイブリッド政府、一党優位、マフィア国家、企業とオルバーンとのネットワークの構築としても特徴づけられる。
オルバーン首相は自身の政策を「非自由主義的なキリスト教民主主義」だとしている。その結果、フィデスは2019年3月、欧州人民党から資格停止処分を受けた。2021年3月、フィデスはEPPの細則における新たな法の支配の文言をめぐる論争の末にEPPを離脱。 2022年7月の演説でオルバーンは、 「我々（ハンガリー人）は混血ではないし、混血にはなりたくない」とヨーロッパ人種と非ヨーロッパ人種の混血を批判した。 2日後ウィーンで彼は、自分が話しているのは遺伝学ではなく文化についてであると明言した。彼の在任期間中、ハンガリー政府は「非自由民主主義」に移行し、中国、ロシア、インド、シンガポール、イスラエル、トルコなどの国々を統治のモデルとして挙げ、同時に欧州懐疑主義を促進した。
オルバーンの保守的でナショナリズムとも言われている政策や理念は「オルバニズム」（オルバーン主義）とも評され、彼の国家主義的で福祉国家的な経済政策や、経済政策における政見については「オルバノミクス」（アベノミクスやレーガノミクスのような、人物の名前に〈ミクス〉を足した経済用語）とも評される。オルバーン政権は様々な批判や論争、ひいては2024年3月に首相の弾劾決議案が提出されるなど危機に瀕したものの、依然としてオルバーン体制は強固な執権者として国際的な影響力を高めており、スロバキアのロベルト・フィツォ首相や北マケドニアのフリスティヤン・ミツコスキ政権など、強権的で権威主義的であると批判を受ける政権を「オルバーン化」ないしは「ハンガリー化」（オルバニゼーション、ハンガリアニゼーション）しているとしてオルバーンの名前を応用するメディアも少なくはない。
2013年8月と2019年12月に、日本を二度訪問している。

## 来歴
ハンガリー中部のアルチュートドボズ（首都ブダペスト近郊）で貧しい家庭に生まれた。父は共産党員のエンジニアだった。少年時代はサッカー選手を目指し、国内有数のユースチームに属した。

### 民主運動家時代
エトヴェシュ・ロラーンド大学（ブダペシュト大学）で法律を学び、在学中で東欧革命前夜の1988年、青年組織「フィデス」の設立に参画し、社会主義・共産主義体制への抵抗運動を始める。1989年6月、ハンガリー動乱で失脚、処刑されたナジ・イムレの再埋葬式で、「共産主義と民主主義は併存し得ない」と社会主義政権打倒を訴える演説を行い、民主化の旗手として名を高めた。

### 政治家時代

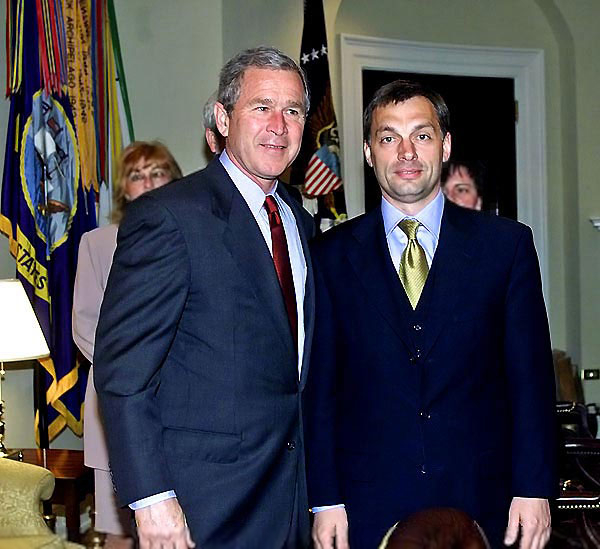
米国のジョージ・W・ブッシュ大統領と（2001年）

1989年10月23日共産党政権崩壊によるハンガリー共和国建国後、1990年の総選挙でフィデス＝ハンガリー市民同盟から立候補し、当選。1993年には同党の党首に就任した。1990年代半ばの党内抗争で自党を離脱したグループが当時の中道左派政権に合流すると、オルバーンはフィデスを右派政党へ転換させた。宗教に無関心だったのが、1990年代後半にキリスト教教会へ通うようになったのも、右派層の支持獲得のためとみなされている。
1998年の総選挙でフィデスが勝利すると、中道右派政党との連立政権で首相に就任した。当時35歳で、ヨーロッパ最年少の首相であった。2000年に党首の職を辞し、後任にはクヴェール・ラースローが就いた。2002年の総選挙では過去最多の議席数を確保したが、社会党に僅差で敗れ退陣した。2003年にフィデス党首に復帰したが、2006年の総選挙でも社会党に敗れた。

### 再執権後
しかし、その後の経済危機で左派連立政権が崩壊するなど混乱があり、2010年4月の総選挙でフィデスは議会の3分の2の議席数を確保する地滑り的勝利を収めた。同年5月29日に、8年ぶりに首相に就任した。
2014年4月6日の国民議会選挙において、フィデスは圧勝し、オルバーンは首相に再選された。2018年4月8日の国民議会選挙でも圧勝。2022年4月3日の国民議会選挙でも与党が勝利し、同年5月16日に通算5期目の政権がスタートした。
公共事業の多くがオルバーンに近い企業に発注され、金額の一部がフィデスへの裏金になっていると報道されている。欧州不正対策局（OLAF）が不正を指摘したケースもあるが、検事総長が政府に任命されるハンガリー検察は捜査をほとんど行っていない。
2020年3月30日、ハンガリー議会において、新型コロナウイルス感染症（COVID-19）流行拡大へ対応するための措置として、首相の権限を期限を定めず大幅に拡大する法案が可決される。しかし、国内外から「独裁的」と批判されたこともあって同年6月16日に議会で撤廃された。
2024年3月、アメリカ合衆国のドナルド・トランプの別荘（マー・ア・ラゴ）を訪問。2024年アメリカ合衆国大統領選挙後を見据えた動きとして注目された。
また、同年7月から8月にかけては、ロシアと中国を訪問してプーチン大統領や習近平総書記（国家主席）と会談を行った。ウクライナ侵攻が続く中、ロシアを訪れたことは、EU各国から非難を招くこととなった。

## 主張・政策

### ハンガリー民族主義
2011年の改正ハンガリー憲法で「ハンガリー政府は国境を越えてハンガリー系住民の運命に責任を持たなければならない」と規定し、ウクライナ西部などに住むハンガリー系住民への援助と市民権・選挙権付与を行った。これは在外ハンガリー人を票田にすることと、国内での民族主義を鼓舞して自らへの支持を高める狙いがあると分析されているが、ウクライナ政府との軋轢を招いた。この問題の歴史的背景については「ハンガリー王国の歴史的地域」も参照。
2022年には、オルバーンが公の場でオーストリア＝ハンガリー帝国時代の地図をあしらったマフラーを着用していたことにウクライナ政府が抗議、謝罪を要求した。

### 移民・難民
欧州連合加盟国の中で移民・難民に対し最も強硬な政府指導者で知られ、「民族が混ざりすぎると問題が起こる」「移民は毒」と発言したこともある。移民・難民を貨物コンテナに収容する法案も成立させている。

### 少子高齢化対策
オルバーンは移民に頼らない人口増加を重視し、第三子出産以降の所得税免除や不妊治療の無償化など徹底的な少子高齢化対策を行った。
特に二度目の首相に就任した2010年以降は、2012年に2人以上の子供を持つ家庭に対して住宅補助金および利子補給金給付を支給する新しい住宅政策を導入し、2015年には1人以上の子供を持つ家庭に対象が広がった現在の仕組み（CSOK）となり、その後も支給金額の拡充を中心に改革が進めている。また、2019年からは「出産ローン」という制度が創設され、結婚し出産を控えた夫婦に対して無利子で1000万フォリント（日本円で約410万円）のローンを提供している。子供を4人産むと母親の所得税（15％）が免除される制度も2020年1月から導入されている。これらの取り組みは、日本をはじめとした海外からも注目されている。

### 反LGBT
2021年6月、議会において主に未成年者を対象とした教材に同性愛や性転換についての描写を禁止する法案を提出し、圧倒的多数で可決・成立した。これに対し、国内で抗議の声が上がっているほか、他のEU諸国からも人権マイノリティの観点から懸念されている。

### ロシア・中国との接近

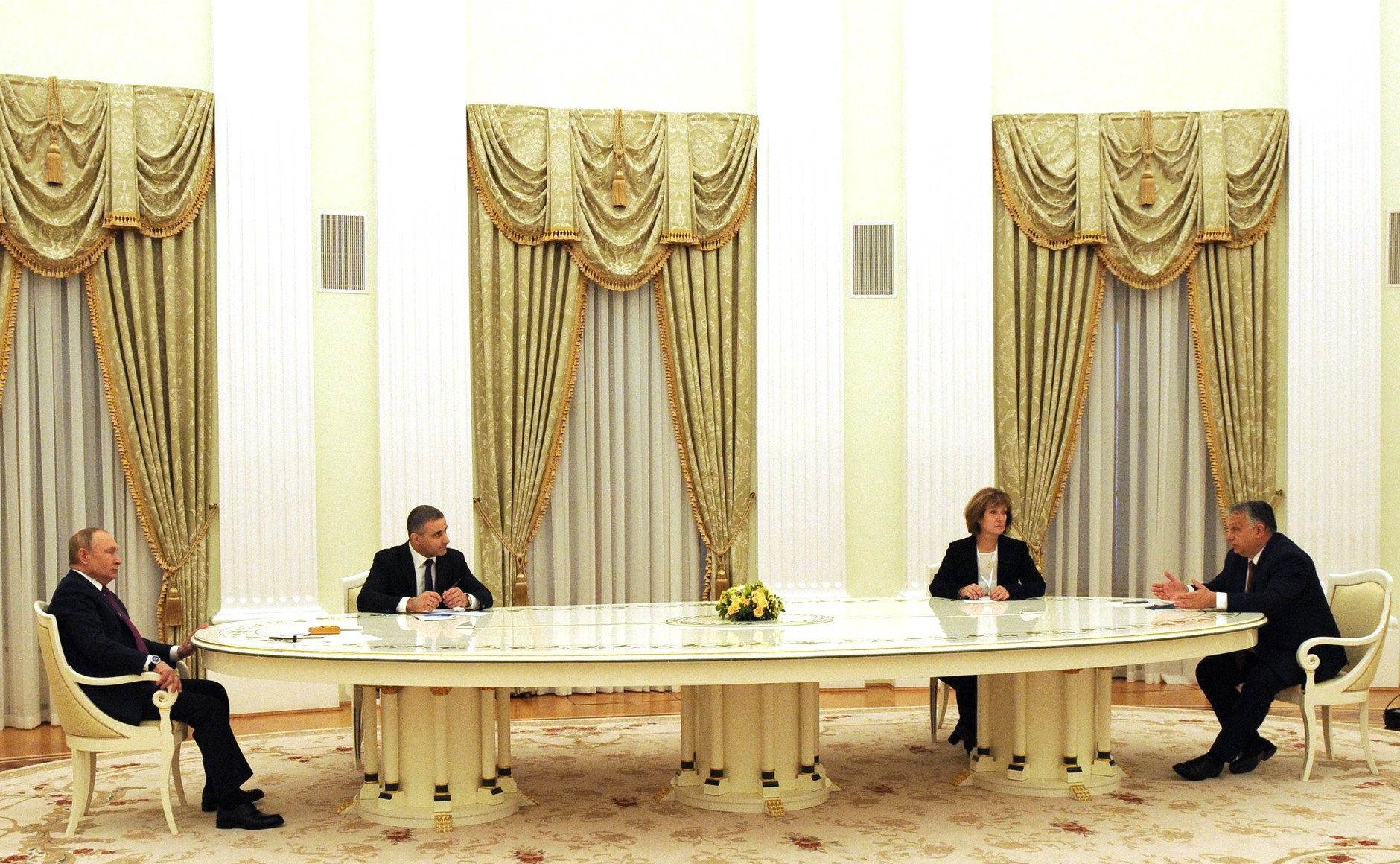
ロシアのプーチン大統領とクレムリンで会談（2022年2月1日）

2014年に「国を成功させるのはおそらく民主主義ではない。成功者はシンガポール、中国、ロシアなどだからだ」と語り、国家による統制を重視する中ロに接近している。特にロシアのウラジーミル・プーチン大統領とは長年親密な関係にある。
「東方開放政策」として中国との関係を重視して他の中東欧諸国（後に非旧共産圏のギリシャも参加する）とともに16プラス1を首都ブダペストで2012年より立ち上げており、イスラム教徒の移民に極めて敵対的なのに対して中国人富裕層の移住は歓迎している二重基準を指摘されている。ハンガリーとギリシャを結ぶブダペスト・ベオグラード・スコピエ・アテネ鉄道の建設を中国の援助で推し進め、一帯一路に賛同してハンガリーをアジアインフラ投資銀行（AIIB）に加盟させ、一帯一路国際協力サミットフォーラムにも出席している。補助金配分をめぐってEUに対して「資金を出せないなら、中国に頼る」と発言しており、中国政府の人権弾圧や南シナ海での立場に抗議したEUの声明への同意を拒否している。また、ハンガリーは欧州で初めて中国のBBIBP-CorVとロシアのスプートニクV COVID-19ワクチンを承認し、オルバーン自身も中国製ワクチンのBBIBP-CorVを接種した。
2022年のロシアによるウクライナ侵攻の際には、他の欧州諸国は武器提供などを行いロシア包囲網を敷いたが、オルバーンは戦争への関与を否定し、軍や兵器の提供はしないと明言した。

### イスラエルへの明確な支持
ベンヤミン・ネタニヤフ首相とは長年の付き合いであり、2023年パレスチナ・イスラエル戦争でも「イスラエルには自らを守る権利がある」「テロ組織を支援する同情集会は許さない」と述べ反ハマス、親イスラエルの姿勢を改めて明確にした。

### 財政と経済ナショナリズム
オルバーンが首相になる前、ハンガリーは中道左派政権というポジションであるにもかかわらず新自由主義的な政策を施行し貧富の格差が極端かつ明確に拡大するなど、外国資本は栄えたが懸念も評される結果となった。こうした中でオルバーンはオルバノミクスを通じて社会民主主義、経済ナショナリズム、税制改正を推し進めたが、インターネットの利用に課税するという政策が国民の怒りを齎し大規模な抗議運動に繋がった。
オルバーンの改革が投資家の信頼を損なうのではないかという初期の懸念にもかかわらず、経済成長は堅調で、2010年から2021年にかけて失業率は「急降下」し、2021年のGDP成長率は前年比4％となった。所得に対する累進課税は2015年に廃止され、総所得に対する16%の定額税率に置き換えられ、25歳以下に対する所得税は2021年に完全に廃止された。
ハンガリー政府は2013年に最後のIMF融資を予定より前倒しで支払い、同基金は同年後半にブダペスト事務所を閉鎖した。ロシアのウクライナ侵攻による経済的影響に加え、新型コロナウイルス感染症のパンデミックとロックダウンの衝撃を受けて、オルバーン政権は政府補助による公共事業の上限を維持するために、銀行、製薬会社、エネルギー会社に棚ぼた税を課している。 料金（ガス、電気、水道、地域暖房、下水、ゴミ収集を含む）は2023年まで続く。

## 家族

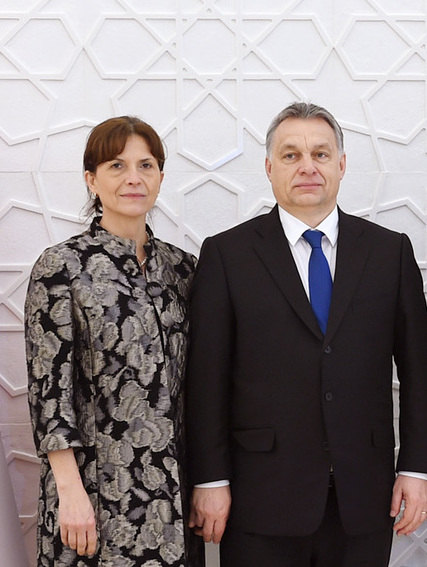
妻のレーヴァイ（左）と共に

夫人のレーヴァイ・アニコーとの間に5人の子供が誕生している。レーヴァイ・アニコーもオルバーンと同様にエトヴェシュ・ロラーンド大学を卒業しており、弁護士の資格を持つ。